# Rhamphomyia caliginosa
Rhamphomyia caliginosa är en tvåvingeart som beskrevs av Collin 1926. Rhamphomyia caliginosa ingår i släktet Rhamphomyia och familjen dansflugor. Arten är reproducerande i Sverige. Inga underarter finns listade i Catalogue of Life.